# 渡邊フォント
渡邊フォント（わたなべフォント）は1991年に渡辺雅俊が、初期の日本語TeXであるJaWaTeXとともに開発したフォントである。また、このフォントから派生した「渡邊」あるいは「渡辺」の付くフォント群、および改称されたものも含めて渡邊フォントと呼ばれることがあった。
これらの派生フォントは、必ずしもオリジナルの渡邊フォントのアウトラインデータを元にしているわけではなく、多くはパブリックドメインとされていたLABO System 123に含まれていた32ドットフォントを元に、ベクトル化などの変換処理を行っていた。
2003年、このLABO System 123のフォントがタイプバンクと日立製作所デザイン研究所によって開発された商用フォントに酷似していることが狩野宏樹の指摘により発覚し、知的所有権を侵害していたことが判明した。このため、このフォントを基にした東風フォントやKandataなどが開発終了となり公開を停止した。
後継として、KandataはXANO明朝を、東風フォントもさざなみフォントをそれぞれ開発・公開した。